# L'Âge d'homme... maintenant ou jamais !
Pour les articles homonymes, voir L'Âge d'homme.
Pour plus de détails, voir Fiche technique et Distribution.
L'Âge d'homme... maintenant ou jamais ! est un film français réalisé par Raphaël Fejtö, sorti au cinéma en 2007.

## Synopsis
Samuel est en couple avec Tina, mais il n'ose pas s'engager pleinement.

## Fiche technique
Sauf indication contraire, les informations mentionnées dans cette section peuvent être confirmées par la base de données cinématographiques IMDb,  présente dans la section « Liens externes ».
- Réalisation et scénario : Raphaël Fejtö
- Musique : Matthieu Aschehoug	et Tal
- Photographie : Mathias Raaflaub
- Montage : Mathilde Bertrandy
- Décors : Samuel Deshors
- Direction artistique : Véronique July
- Costumes : Charlotte Toscan du Plantier
- Production : Yves Marmion
- Sociétés de production : UGC YM et France 2 Cinéma
- Pays d'origine :  France
- Genre : comédie dramatique
- Durée : 1h28
- Date de sortie :	
  - France : 17 septembre 2007

## Distribution
- Romain Duris : Samuel
- Aïssa Maïga : Tina
- Clément Sibony : Jorge
- Rachid Djaïdani : Mounir
- María Jurado : la fille fantasme
- Olivier Till : Le fruitier
- Olivia Bonamy : Olivia
- Nader Boussandel : Adimir
- Isaac Sharry
- Clarisse Tennessy
- Charles Templon